# Amt Grünsfeld (Baden)

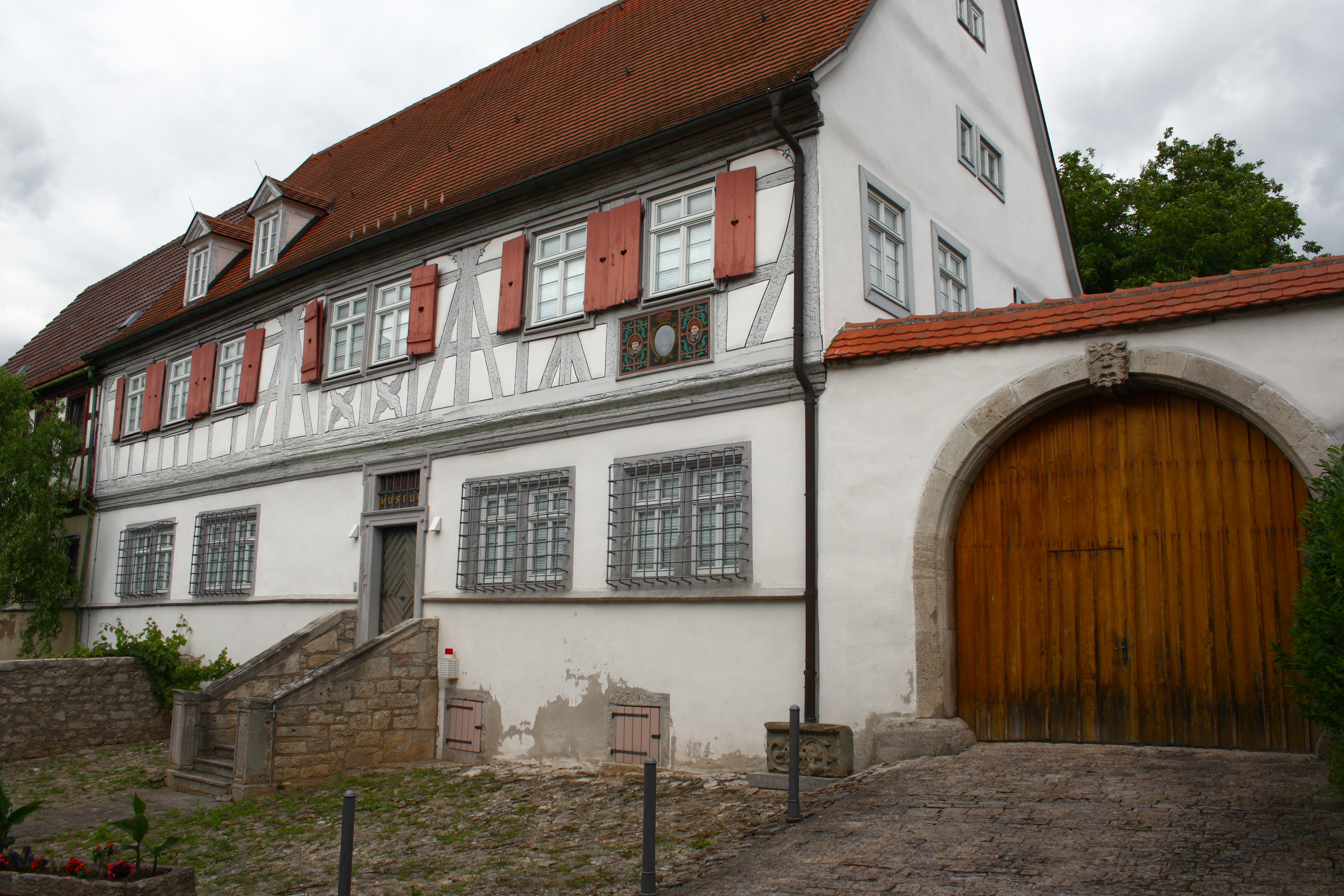
Das Amtshaus in Grünsfeld

Das Amt Grünsfeld war eine während der napoleonischen Zeit von 1807 bis 1813 bestehende Verwaltungseinheit im Norden des Großherzogtums Baden.

## Geschichte
Vor Inkrafttreten der Bestimmungen des Reichsdeputationshauptschlusses 1803 war das im Tauberland gelegene Grünsfeld Sitz eines Oberamtes des Hochstifts Würzburg. Die Stadt gehörte anschließend zum Fürstentum Krautheim des Hauses Salm-Reifferscheidt-Bedburg, bis es in Umsetzung der Rheinbundakte 1806 mediatisiert und in diesem Bereich der badischen Landeshoheit unterstellt wurde. Im Sommer 1807 entstand das standesherrliche Amt Grünsfeld, dem auch die Orte Dittigheim, Gerchsheim, Gerlachsheim, Hausen, Ilmspan, Impfingen, Krensheim, Kützbrunn, Lielachshof, Ober- und Unterwittighausen, Paimar, Poppenhausen, Uhlbergerhof, Vilchband und Zimmern zugeteilt wurden.
Im Dezember 1807 wurde das Amt Grünsfeld der neu geschaffenen der Landvogtei Wertheim zugeordnet. Im Rahmen der Verwaltungsgliederung Badens zählte das Amt zunächst zur Provinz des Unterrheins oder der Badischen Pfalzgrafschaft, ab 1809 zum Main- und Tauberkreis.
1810 kamen Messelhausen, Hofstetten, Marbach, Labertsbrunner- und Baierthalerhof hinzu.  Sie waren als grundherrschaftliche Orte im Dezember 1807 den Landvogteien direkt unterstellt worden. 1813 wechselten Impfingen, Dittigheim und Gerchsheim zum Bezirksamt Tauberbischofsheim, der Rest wurde mit dem aufgelösten Amt Lauda zum Bezirksamt Gerlachsheim verschmolzen.

## Spätere Entwicklung
Das Bezirksamt Gerlachsheim wurde 1864 aufgelöst, die Orte dem Bezirksamt Tauberbischofsheim zugeteilt. Sie kamen über den Landkreis Tauberbischofsheim bei der Kreisreform 1973 zum Main-Tauber-Kreis.